# Madeline et Marion Fairbanks
 (février 2019).
Si vous disposez d'ouvrages ou d'articles de référence ou si vous connaissez des sites web de qualité traitant du thème abordé ici, merci de compléter l'article en donnant les références utiles à sa vérifiabilité et en les liant à la section « Notes et références ».
Pour les articles homonymes, voir Fairbanks.

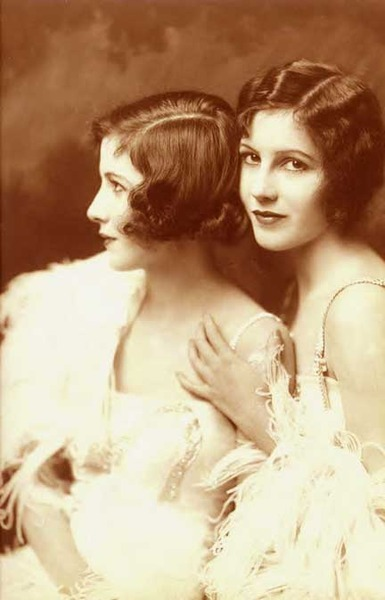
Photographie d'Alfred Cheney Johnston (1922).

Madeline (Madeleine) (New York, 15 novembre 1900 – New York, 15 janvier 1989) et sa jumelle Marion Fairbanks (New York, 15 novembre 1900 - Géorgie, 20 septembre 1973) étaient deux actrices de théâtre et cinéma muet.

## Biographie

### Jeunesse
Leur mère était l'actrice Jennie M. Fairbanks, et leur père était le fils de Nathaniel Fairbanks, un soldat de la guerre de Sécession et descendant de Jonathan Fairbanks, un héros de la Révolution. Elles avaient un grand frère, Robert. Elles furent éduquées avec des professeurs particuliers. 

### Carrière
Elles commencent avec de nombreuses œuvres théâtrales et la compagnie Biograph les engage vers 1910, puis elles travaillent pour Thanhouser Film Corporation de 1912 à 1916. En 1923, Madeline commence à faire des œuvres dramatiques et Marion continue en solitaire avec des musicaux jusqu'à ce qu'elles se rejoignent à nouveau en 1924, avec l'œuvre théâtrale de George White, Scandals, et en 1926 avec la comédie musicale de George et Ira Gershwin Oh, Kay !

### Dernières années
Marion travaille plus tard pour la compagnie new-yorkaise Waldorf Theater vers 1932 et selon quelques sources, elle dirige ensuite une franchise cosmétique. Elle n'a pas d'enfants et devient alcoolique. 
Madeline se marie avec Leonard Sherman en 1937 et ils se séparent en 1947. Elle habite à New York, jusqu'à sa mort d'un problème pulmonaire en 1989.

## Théâtre

### Madeline et Marion
- 1912 : Snow White and the Seven Dwarfs
- 1917 : Ziegfeld Follies of 1917
- 1918 : Ziegfeld Follies of 1918
- 1919 : Ziegfeld Follies of 1919
- 1921 : Ziegfeld 9 O'clock Frolic
- 1921Two Little Girls in Blue
- 1926 : Oh, Kay !

### Madeline
- 1924 : Hassard Short's Ritz Revue
- 1925 : Mercenary Mary
- 1927 : Allez-oop
- 1928 : Happy

### Marion
- 1924 : The Grab Bag

## Filmographie

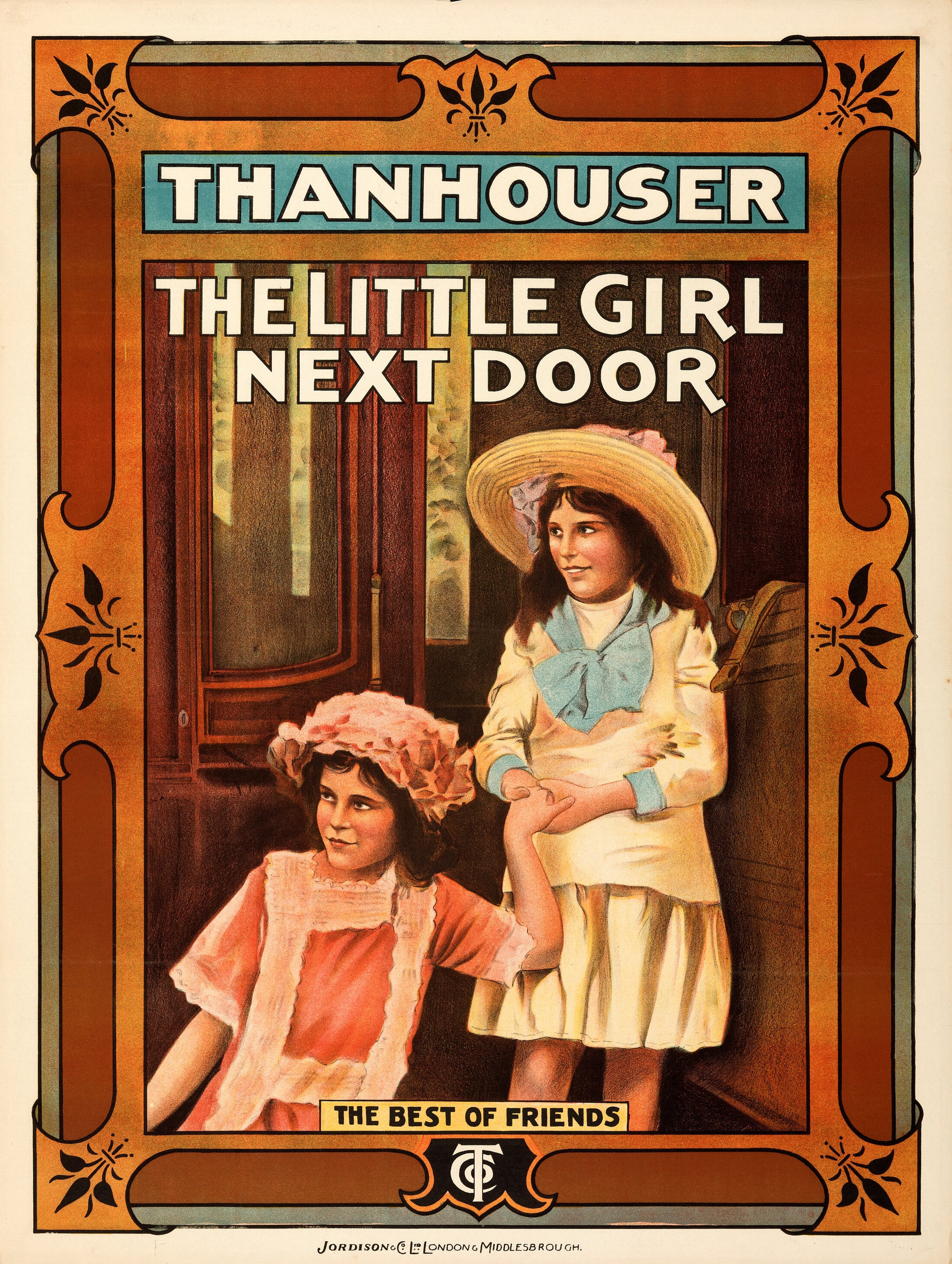
The Little Girl Next Door (1912)

### Madeline et Marion
- 1912 : The Little Girl Next Door
- 1912 : As Others See Us
- 1912 : Cousins
- 1912 : The Twins
- 1913 : An Unfair Exchange
- 1913 : Life's Pathway
- 1913 : The Children's Hour
- 1913 : The Twins and the Other Girl
- 1913 : Their Great Big Beautiful Doll
- 1913 : Lawyer, Dog and Baby
- 1913 : Uncle's Namesakes
- 1914 : Twins and a Stepmother
- 1914 : The Tin Soldier and the Dolls
- 1914 : The Million Dollar Mystery
- 1914 : In Peril's Path
- 1914 : The Widow's Mite
- 1914 : The Benevolence of Conductor 786
- 1914 : In Danger's Hour
- 1914 : Shep's Race with Death
- 1914 : Shadows and Sunshine
- 1915 : When Fate Rebelled
- 1915 : Their One Love
- 1915 : $1,000 Reward
- 1915 : Fairy Fern Seed
- 1915 : Through Edith's Looking Glass
- 1915 : Which Shall It Be?
- 1915 : The Flying Twins
- 1915 : The Twins of the G.L. Ranch
- 1915 : An Innocent Traitor
- 1916 : The Burglars' Picnic
- 1916 : The Heart of a Doll
- 1916 : The Answer
- 1922 : The Beauty Shop
- 1929 : On with the Show!

### Madeline
- 1914 : In Her Sleep
- 1914 : Beating Back
- 1914 : Guilty or Not Guilty
- 1916 : A Bird of Prey
- 1916 : Bubbles in the Glass

### Marion
- 1914 : À Hatful of Trouble
- 1914 : The Girl Across the Hall
- 1914 : The Legend of Snow White
- 1915 : The Baby and the Boss